# Parophidion schmidti
Parophidion schmidti is een straalvinnige vissensoort uit de familie van naaldvissen (Ophidiidae). De wetenschappelijke naam van de soort is voor het eerst geldig gepubliceerd in 1951 door Woods & Kanazawa.